# Ja chcę słonia
Ja chcę słonia (ros. Девочка и слон) – radziecki krótkometrażowy film animowany z 1969 roku w reżyserii Leonida Amalrika powstały na podstawie opowiadania Aleksandra Kuprina.

## Fabuła
Historia małej dziewczynki o imieniu Nadia, która chciała zobaczyć występującego w cyrku słonia Tomiego. Nie mogąc zrealizować swego marzenia dziewczynka stała się z tego powodu smutna. Tymczasem upragniony słoń Tomi sam zjawia się u Nadi.

## Animatorzy
Anatolij Solin, Mstisław Kupracz, Rienata Mirienkowa, Iosif Kurojan, Aleksandr Dawydow, Władimir Arbiekow, Jelizawieta Komowa, Iwan Dawydow, Antonina Aleszyna